# جبال عيسان
جبال عيسان عبارة عن سلسلة جبلية تقع إلى الشمال من مدينة الباحة، وتبدأ من شمال شرق بلدة بني سار.

## نبذة
تقدر مساحة سلسلة الجبال الإجمالية حوالي 150 كيلو متراً مربعاً، وتنتشر في جبالها العديد من الأشجار مثل العرعر والزيتون البري والقرض والشث. كما أن الجزء الجنوبي منها يعرف بالفيض وجمعها فياض وهو المكان الأنسب للرعي، حيث أن بين الجبال هناك أودية تفيض بالمياه وتنتشر فيها أشجار السدر.